# Punta Delfin
Punta Delfin ist eine Landspitze im Norden der Livingston-Insel im Archipel der Südlichen Shetlandinseln. Auf der Ostseite des Kap Shirreff, dem nördlichen Ausläufer der Johannes-Paul-II.-Halbinsel, markiert sie südsüdöstlich des Punta Ventana die nordwestliche Begrenzung der Einfahrt zur Bahía Mansa.
Wissenschaftler der 45. Chilenischen Antarktisexpedition (1990–1991) benannten sie so, weil die Landspitze sie an den Rücken eines Delfins erinnert hatte.